# PAS结构域
PAS结构域（英語：PAS domain）也称为PAS折叠（英語：PAS fold）是一种在细菌、古菌和真核生物中都存在的蛋白质结构域。其功能为检测小分子物质，如检测氧气的EPAS1等。